# 陇右都护府
隴右都護府，為北宋後期短暫建置的一個都護府，轄境約為今青海省北部。

## 沿革
宋哲宗元符二年（1099年）七月，宋朝乘河湟混乱之际，令王赡从河州北上、渡黄河、攻邈川城（今海東市樂都區），时年八月，攻克宗哥城（今海東市平安区）。瞎征（唃厮啰国第四代赞普）等至宗哥城投降，族人遂立陇拶为青唐主。九月，宋朝军队至青唐城（今西宁市），陇拶同辽、西夏、回鹘三公主及诸族首领出降，攻占了鄯州、湟州、廓州三州，将邈川改为湟州，青唐为鄯州。不久，吐蕃部复叛，宋朝被逼放弃河湟。崇宁三年（1104年）复得失地，灭唃廝囉國置陇右都护府，治所驻西宁州（今西宁市），靖康年间（1126-1127年）废弃。